# Parapallene hodgsoni
Parapallene hodgsoni är en havsspindelart som beskrevs av Barnard, K.H. 1946. Parapallene hodgsoni ingår i släktet Parapallene och familjen Callipallenidae. Inga underarter finns listade i Catalogue of Life.